# Antodynerus sheffieldi
Antodynerus sheffieldi är en stekelart som först beskrevs av Meade-waldo 1915.  Antodynerus sheffieldi ingår i släktet Antodynerus och familjen Eumenidae.

## Underarter
Arten delas in i följande underarter:
- A. s. bellatuloides
- A. s. citreobimaculatus
- A. s. cyclops
- A. s. imperialis
- A. s. marginifasciatus
- A. s. perarduussciatus
- A. s. tridotatusciatus